# Caroline Scheufele
Caroline Scheufele, née le 14 décembre 1961 à Pforzheim (Allemagne), est une femme d'affaires allemande. Depuis 2001, elle est la directrice artistique et la coprésidente de Chopard, entreprise suisse de montres et de bijoux de luxe,,,,,.

## Biographie

### Origines et études
Caroline Scheufele est la fille de Karl et Karin Scheufele, qui dirigent l'entreprise horlogère Eszeha, basée à Pforzheim. En 1963, son père acquiert la manufacture horlogère genevoise Chopard. Au cours des années suivantes, la famille fait des allers-retours entre l'Allemagne et la Suisse,.
À l'âge de 12 ans, Caroline Scheufele s'installe en Suisse pour étudier à l'École internationale de Genève avec son frère Karl-Friedrich (en). Elle décide de rejoindre l'entreprise familiale immédiatement après l'obtention de son diplôme, tout en s'inscrivant à des cours de design et de gemmologie. Elle effectue une année de perfectionnement à Eszeha, passant du temps dans chacun des départements de l'entreprise (exportation, emballage, service après-vente, etc.), tout en continuant à travailler pour le département design. De retour à Genève, elle rejoint le bureau de son frère.

### Débuts chez Chopard
En 1985, elle conçoit un clown articulé composé de diamants,,,. Son père met la pièce en production. Il s'agit du premier bijou fabriqué par Chopard, marquant le lancement de l'entreprise dans ce secteur, d'abord dans la joaillerie, puis la haute joaillerie,,.
En 1997, Chopard ouvre une boutique à Cannes. Caroline Scheufele souhaite créer un lien avec le festival de cinéma qui se tient dans la ville et rencontre à cette fin son directeur, Pierre Viot,. La Palme d'or était alors un objet plaqué or reposant sur une pyramide en Plexiglas. Sa conception était inchangée depuis 50 ans. Caroline Scheufele est chargée de redessiner la Palme d'or et Chopard devient partenaire officiel du festival à partir de 1998,,,,. Depuis, la Palme d'or est fabriquée dans les ateliers de l'entreprise. En 2001, elle crée le Trophée Chopard, qui récompense chaque année, lors du Festival de Cannes, le talent de deux jeunes acteurs.

### Co-présidente de Chopard
En 2001, Caroline Scheufele et son frère Karl-Friedrich sont nommés co-présidents de Chopard. Caroline est la directrice artistique responsable de la haute joaillerie, du design et de l'art, ainsi que du parfum et des accessoires. Son frère est responsable des montres, de l'innovation et de la stratégie commerciale. Ils gèrent conjointement le marketing, la publicité et les communications. Caroline Scheufele a également sous sa responsabilité la distribution internationale.
Elle établit des partenariats avec des organisations caritatives comme la Elton John AIDS Foundation (en),, The Prince's Trust, la José Carreras Leukaemia Foundation (en), All Hands and Hearts (en), la Naked Heart Foundation, l'Education Above All Foundation de cheikha Moza et le WWF.

### Or éthique
Sous la direction de Caroline Scheufele, Chopard devient l'une des premières marques de son secteur à utiliser des matières premières répondant à des normes sociales et environnementales, soutenant l'or responsable certifié Fairmined,,. En 2010, Chopard rejoint le Responsible Jewellery Council (RJC), qui établit un code de bonne conduite et promeut des pratiques responsables,.
En 2011, Caroline Scheufele rencontre Livia Firth, épouse de l'acteur Colin Firth, impliquée dans le développement durable,,. En tant que fondatrice de Green Carpet Challenge, Livia Firth encourage les marques à investir dans des designs plus éthiques,,. À la suite de leur rencontre, Caroline Scheufele créé une collection entièrement composée d'or éthique certifié par Fairmined et de diamants certifiés par le Responsible Jewellery Council. L'or équitable est extrait de mines durables soutenues par l'Alliance for Responsible Mining,,. Depuis 2014, la Palme d'or du festival de Cannes est fabriquée en or éthique certifié Fairmined,,,,.
Elle noue aussi des partenariats et des accords avec divers acteurs opérant sur le marché de l'or éthique, extrait de manière responsable, et développe la production de bijoux et de montres durables,. Depuis 2018, toutes les montres et tous les bijoux Chopard sont fabriqués à partir d'or éthique,,.

### Record
En 2015, Caroline Scheufele acquiert pour le compte de Chopard l'un des diamants bruts les plus grands et les plus purs au monde,. Elle utilise ce diamant de 342 carats, connu sous le nom de « Reine du Kalahari », pour créer une collection de haute joaillerie qui est exposée à Paris en 2018 et baptisée « Le Jardin du Kalahari »,,,.